# Europejska Nagroda Muzyczna MTV dla najlepszego hiszpańskiego wykonawcy
Europejska Nagroda Muzyczna MTV dla najlepszego hiszpańskiego wykonawcy – nagroda przyznawana przez redakcję MTV Hiszpania podczas corocznego rozdania MTV Europe Music Awards. Nagrodę dla najlepszego hiszpańskiego wykonawcy po raz pierwszy przyznano w 2000 r. O zwycięstwie decydują widzowie za pomocą głosowania internetowego i telefonicznego (smsowego).

## Laureaci oraz nominowani do nagrody MTV
| Rok  | Laureat              | Nominowani                                                            |
| ---- | -------------------- | --------------------------------------------------------------------- |
| 2000 | Dover                | - Enrique Iglesias - M-Clan - Mónica Naranjo - OBK                    |
| 2001 | La Oreja de Van Gogh | - Jarabe de Palo - Los Piratas - Najwa Nimri - Alejandro Sanz         |
| 2002 | Amaral               | - Enrique Bunbury - El Canto del Loco - Enrique Iglesias - Sôber      |
| 2003 | El Canto del Loco    | - Jarabe de Palo - Las Niñas - La Oreja de Van Gogh - Alejandro Sanz  |
| 2004 | Enrique Bunbury      | - Bebe - David Bisbal - Estopa - Álex Ubago                           |
| 2005 | El Canto del Loco    | - Amaral - El Sueño de Morfeo - Melendi - Pereza                      |
| 2006 | La Excepción         | - Nena Daconte - La Oreja de Van Gogh - Macaco - Pereza               |
| 2007 | Violadores del Verso | - Dover - El Sueño de Morfeo - La Quinta Estación - La Mala Rodríguez |
| 2008 | Amaral               | - Pereza - Porta - Pignoise - La Casa Azul                            |
| 2009 | We Are Standard      | - Fangoria - Macaco - Nena Daconte - Russian Red                      |
| 2010 | Enrique Iglesias     | - Lori Meyers - La Mala Rodríguez - Najwa Nimri - SFDK                |
| 2011 | Russian Red          | - El Pescao - Nach - Vetusta Morla - Zenttric                         |
| 2012 | The Zombie Kids      | - Corizonas - Iván Ferreiro - Love of Lesbian - Supersubmarina        |
| 2013 | Auryn                | - Pablo Alborán - Anni B Sweet - Fangoria - Lori Meyers               |
| 2014 | Enrique Iglesias     | - Leiva - Sweet California - Vinila Von Bismark - Izal                |
| 2015 | Sweet California     | - Alejandro Sanz - Leiva - Neuman - Rayden                            |
| 2016 | Bunbury              | - Álvaro Soler - Amaral - Corizonas - Leiva                           |
| 2017 | Miguel Bosé          | - C. Tangana - Kase O - Lori Meyers - Viva Suecia                     |
| 2018 | Viva Suecia          | - Belako - Brisa Fenoy - Love of Lesbian - Rosalía                    |
| 2018 | Lola Indigo          | - Amaral - Anni B Sweet - Beret - Carolina Durante                    |